# 阿沃納克島
阿沃納克島是丹麥的島嶼，位於菲英島以南波羅的海，由南丹麥大區負責管轄，長3.7公里、寬1.4公里，面積5.86平方公里，主要經濟活動有農業和旅遊業，2012年人口106。

## 外部連結
- Island website （页面存档备份，存于） (in Danish)
- Short information about the island
- Location of Avernakø

55°01′N 10°17′E / 55.017°N 10.283°E